# 초 공왕
초 공왕(楚 共王, 기원전 600년 ~ 기원전 560년)은 중국 초나라의 제23대 군주(재위: 기원전 590년 ~ 기원전 560년)이다. 이름은 심(審)이고, 초 장왕의 장남이다.

## 생애
장왕이 죽자 즉위하였다. 즉위할 때 어렸기 때문에 영윤 자중(子重)이 정사를 오로지 맡았다.
기원전 585년에 자의(子儀)의 난이 일어나 대부 석공(析公)이 진(晉)나라로 도망갔다. 석공이 진나라에서 모사가 된 사실은 초재진용(楚才晉用)의 전고가 되었다.
장왕 사후 초나라의 패권이 다소 둔화되는 틈을 타 진(晉)나라가 서서히 부흥하는 과정에서 진나라, 초나라 양 강대국의 갈등이 점차 고조되었다. 그 결과, 마침내 기원전 575년 6월에에 양국 군대가 정나라·송나라·위나라·진(陳)나라 등 중원(中原)의 주요 중소 국가들에 대한 지배력을 놓고 언릉(鄢陵, 지금의 허난 성 鄢陵 서남쪽)에서 대전을 벌였다. 이 전투에서 초나라가 준비 부족과 적군을 과소평가한 것으로 인해 패배하였는데, 공왕 자신은 눈에 화살을 맞아 부상을 당했고, 공자 무(茂)는 포로가 되었으며, 군의 대장인 자반(子反)은 자살했다. 진나라의 국제적 위상이 다시 높아졌다.
이후 초나라는 국력이 계속해서 쇠퇴하였으며, 진(晉)나라의 거듭되는 침공과 오(吳)나라의 성장으로 인한 충돌로 초 강왕 때까지 계속해서 불안정하였다.
기원전 560년에 화병이 쌓여 결국 죽었다. 죽기 전에 자신이 언릉에서 패배한 것은 완전히 자신의 책임이니, 대부들에게 영(靈)이나 여(厲) 같은 나쁜 시호로 추시해 달라고 부탁하였다. 신하들이 그대로 따르려고 하자 영윤 공자 정(貞, 子囊)이 반대하며 임금이 잘못을 능히 고칠 줄을 알았다고 주장하였으므로, 당시에 '공손하다'는 뜻인 공(共)으로 시호를 정하였다.
공왕에겐 다섯 아들이 있었는데, 첫째는 소(昭), 둘째는 위(圍), 셋째는 비(比), 넷째는 흑굉(黑肱), 다섯째는 기질(棄疾)이었다. 기질이 태어났을 때 공왕은 그를 총애하여 차후에 왕으로 만들고자 하는 마음이 있었다. 이에 공왕이 부인인 파희(巴姬)와 함께 벽옥을 종묘의 앞마당에다 묻고 조상들에게 기도하여 장차 왕이 될 사람이 벽옥 위에서 절하게 해 달라고 하였다. 이후 제사를 지낼 때 다섯 아들이 그 위에서 절하는지 보고자 했다. 소는 두 다리가 벽옥 위에 있었고, 위는 두 팔이 벽옥 위에 있었고, 비는 두 손이 벽옥 위에 있었고, 흑굉은 오히려 동떨어진 곳에 있었고, 기질은 몸통이 온전히 벽옥 위에 있었다. 이때 공왕은 기질이 끝내는 왕이 될 것임을 알았다.

장남인 소가 결국 세자가 되었고, 공왕 사후에 소가 뒤를 이으니, 이가 초 강왕이다. 초 강왕 이후에 위는 초 영왕, 비는 초 자오, 흑굉은 왕위에 오르지도 못하고 죽었고, 기질은 초 평왕이 되니 예언이 맞아떨어진 것이다.
| 전 임 아버지 장왕 웅려 | 제23대 초나라의 군주 기원전 590년 ~ 기원전 560년 | 후 임 아들 강왕 웅소 |